# Margaret Lavinia Anderson
Margaret Lavinia Anderson (* 18. Oktober 1941 in Washington, D.C.) ist eine US-amerikanische Historikerin.

## Leben
Anderson erwarb ihren Bachelor of Arts am Swarthmore College und ihren Doktortitel an der Brown University. Sie ist emeritierte Professorin an der University of California Berkeley, wo sie über Europa in der Frühen Neuzeit, Mitteleuropa ab dem späten 18. Jahrhundert, insbesondere das deutsche Kaiserreich geforscht hat. Sie erhielt 2001 den Berlin-Preis der American Academy in Berlin und war 2008 Guggenheim Fellow. Sie war Fellow am Stanford Humanities Center.
Ihre Forschungsschwerpunkte sind die politische Kultur, einschließlich der Wahlen, im deutschen Kaiserreich in vergleichender europäischer Perspektive, die Gebiete von Religion und Politik, Religion und Gesellschaft, insbesondere der Katholizismus im 19. Jahrhundert. Zudem beschäftigt sie sich mit den Beziehungen zwischen Deutschland und dem Osmanischen Reich von der Zeit der Massaker an den osmanischen Armeniern 1890 bis 1933. Sie war Mitglied des Wissenschaftlichen Beirats des Deutschen Historischen Instituts Washington.
Sie ist verheiratet mit James J. Sheehan, einem Historiker an der Stanford University.

## Schriften (Auswahl)
Bücher
- Windthorst. A Political Biography. Oxford University Press, Oxford 1981, ISBN 978-0-19-822578-2. 
  - in deutscher Sprache: Windthorst. Zentrumspolitiker und Gegenspieler Bismarcks. Droste, Düsseldorf 1988, ISBN 978-3-7700-0774-5.
- Practicing Democracy. Elections and Political Culture in Imperial Germany. Princeton University Press, Princeton 2000, ISBN 978-0-691-04854-3.
  - in deutscher Sprache: Lehrjahre der Demokratie. Wahlen und politische Kultur im Deutschen Kaiserreich. Franz Steiner Verlag, Stuttgart 2009, ISBN 978-3-515-09031-5.

Beiträge
- Piety and Politics. Recent Work on German Catholicism. In: The Journal of Modern History, Vol. 63, No. 4, December 1991.
- History in the Comic Mode. Jonathan Sperber’s 1848. In: Central European History, Vol. 25, Issue 3, 1992, pp. 333–342.
- Voter, Junker, Landrat, Priest. The Old Authorities and the new Franchise in Imperial Germany, 1871–1914. In: American Historical Review, Vol. 98, Issue 5, December 1993, pp. 1448–1474.
- The Limits of Secularization. On the Problem of the Catholic Revival in 19th Century Germany. In: Historical Journal, 38, 3, 1995, pp. 647–670.
- Clerical Election Influence and Communal Solidarity. Catholic Political Culture in the German Empire, 1871–1914. In: Eduardo Posada-Carbó (Ed.): Elections before Democracy. Essays on the Electoral History of Latin America and Europe, Macmillan, New York and London 1996, pp. 139–162.
- ‘Down in Turkey, far away’. Human Rights, the Armenian Massacres, and Orientalism in Wilhelmine Germany. In: The Journal of Modern History, Vol. 79, No. 1, March 2007.